# World Lacrosse
World Lacrosse (WL), auparavant Fédération internationale de crosse (FIC), est l'organisme international qui gère la crosse, la crosse au champ et la crosse en enclos. Il est créé en août 2008 pour permettre la fusion des associations masculine et féminine de crosse. La nouvelle organisation est responsable de l'organisation des championnats du monde de crosse au champ, des championnats du monde de crosse en enclos et de la coupe du monde de crosse féminine, ainsi que des championnats du monde des moins de 19 ans masculins et féminins. Ces évènements ont lieu tous les quatre ans.
La première compétition internationale régit par la FIC est la coupe du monde féminine 2009 qui se déroule à Prague en République tchèque. La Fédération internationale de crosse change son nom en « World Lacrosse » en mai 2019.

## Membres
| - Autriche (2005) - Belgique (2010) - République tchèque (1992) - Danemark (2003) - Angleterre (1972) - Finlande (2002) - France (2008) - Allemagne (1994) - Irlande (2002) - Israël (2011) - Italie (2004) | - Lettonie (2004) - Pays-Bas (2001) - Norvège (2008) - Écosse (1972) - Slovaquie (2004) - Espagne (2004) - Suède (1994) - Suisse (2008) - Turquie (2010) - Pays de Galles (1972) |

| - Bulgarie (2008) - Croatie (2016) - Estonie (2013) - Grèce (2017) - Hongrie (2010) - Luxembourg (2017) | - Pologne (2008) - Portugal (2009) - Russie (2011) - Serbie (2010) - Slovénie (2005) |

## Précédentes organisation

Logo de la FIC jusqu'en 2019.

### International Lacrosse Federation
L'International Lacrosse Federation a été créé en 1974 pour promouvoir et développer le jeu de la crosse à travers le monde. En 2007, le fait qu'il existe une fédération masculine et une féminine distinctes est une fin de non-recevoir de la part du comité international olympique pour programmer la crosse aux Jeux olympiques d'été. En août 2008, l'ILF et l'International Federation of Women's Lacrosse Associations (IFWLA) fusionnent pour devenir la Fédération internationale de crosse (FIC), World Lacrosse (WL) en anglais.
Après cette fusion, la FIC compte 23 membres permanents : Australie, Autriche, Bermudes, Canada, Tchéquie, Danemark, Angleterre, Finlande, Allemagne, Hong Kong, confédérations iroquois, Italie, Japon, Lettonie, Pays-Bas, Nouvelle-Zélande, Écosse, Corée du Sud, Espagne, Suède, États-Unis et le Pays de Galles.
Les nations affiliées sont : Argentine, Bulgarie, Costa Rica, France, Norvège, Pologne, Slovaquie, Slovénie, Suisse et les Tonga.

### International Federation of Women's Lacrosse Associations
L' International Federation of Women's Lacrosse Associations (IFWLA) a été créé en 1972 pour promouvoir et développer la crosse féminine à travers le monde. Les membres sont l'Australie, l'Angleterre, l'Écosse, le pays de Galles et les États-Unis, rejoints depuis par l'Autriche, le Canada, la République tchèque, le Danemark, l'Allemagne, Hong Kong, l'Irlande, la confédération Iroquois, les Pays-Bas, la Nouvelle-Zélande et la Corée du Sud.